# دکتر اسب
دکتر اسب (کره‌ای: 마의) مجموعه تلویزیونی محصول کره جنوبی سال ۲۰۱۲ با بازی چو سونگ وو و لی یو وون است. این مجموعه از ۱ اکتبر ۲۰۱۲ تا ۲۵ مارس ۲۰۱۳، روزهای دوشنبه و سه‌شنبه ساعت ۲۱:۵۵ (کی‌اس‌تی) از ام‌بی‌سی برای ۵۰ قسمت پخش شد. این درام تاریخی برای بزرگداشت پنجاه و یکمین سالگرد تأسیس ام‌بی‌سی ساخته شد.
دکتر اسب به کارگردانی لی بیونگ هون است که کارگردانی آثار مشهور جواهری در قصر، ایسان و افسانه دونگ‌یی را بر عهده داشته است. این مجموعه اولین درام تلویزیونی بازیگر چو سونگ وو در ۱۳ سال فعالیتش در فیلم و تئاتر به‌شمار می‌رود.

## خلاصه داستان
این مجموعه داستان یک دامپزشک متخصص در درمان اسب‌ها در دوران چوسان را روایت می‌کند که با تلاش زیاد به مقام پزشک سلطنتی مسئول سلامت پادشاه می‌رسد.

## بازیگران

### اصلی
- چو سونگ وو در نقش بک کوانگ هیون[۵]
  - آن دو گیو در نقش جوانی کوانگ هیون
- لی یو وون در نقش کانگ جی نیونگ[۶]
  - رو جونگ یی در نقش جوانی جی نیونگ / یونگ دال